# Candace Bushnellová
Candace Bushnellová (* 1. prosince 1958, Glastonbury) je americká spisovatelka, novinářka a scenáristka. V letech 1994–1996 měla sloupek Sex and the City v týdeníku The New York Observer. Sloupky pak vydala knižně pod stejným názvem. Byl podle nich natočen televizní seriál HBO vysílaný v Česku pod názvem Sex ve městě (1998–2004). Následovaly i dva filmy (Sex ve městě, Sex ve městě 2). Po úspěchu knihy vydala Bushnellová několik dalších bestsellerů: 4 Blondes (2001), Trading Up (2003), Lipstick Jungle (2005), One Fifth Avenue (2008), The Carrie Diaries (2010), Summer and the City (2011), Killing Monica (2015) a Is There Still Sex in the City? (2019). Lipstick Jungle a The Carrie Diaries byly převedeny do podoby televizního seriálu, v prvním případě NBC, ve druhém The CW. The Carrie Diaries jsou věnovány školním letům hlavní hrdinky Sexu ve městě, Carrie Bradshawové, která představuje autorčino alter ego. Její knihy jsou úzce spjaty s New Yorkem, kam se přestěhovala v 70. letech, vyrůstala v Connecticutu. Bývají označovány jako typická "literatura pro ženy". V roce 2002 se provdala za tanečníka Charlesa Askegarda, v roce 2012 se rozvedli.

### Česky vyšlo (1. vydání)
- Sex ve městě, Metafora 2001 (překlad Jiřina Stárková)
- 4 blondýnky, Metafora 2001 (překlad Pavel Kaas)
- Krása na prodej, BB Art 2006 (překlad Jiřina Stárková)
- Džungle rtěnek, BB Art 2006 (překlad Jiřina Stárková)
- Dům na Páté avenue, BB Art 2009 (překlad Jiřina Stárková)
- Deníky Carrie B., BB Art 2010 (překlad Jiřina Stárková)
- Jak zabít Moniku, Motto 2016 (překlad Petra Královcová)
- Pravidla pro holky, CooBoo 2021 (překlad Adéla Michalíková)